# (3673) Levy
(3673) Levy es un asteroide perteneciente al cinturón de asteroides, descubierto el 22 de agosto de 1985 por Edward Bowell desde la Estación Anderson Mesa (condado de Coconino, cerca de Flagstaff, Arizona, Estados Unidos).

## Designación y nombre
Designado provisionalmente como 1985 QS. Fue nombrado Levy en honor al astrónomo canadiense David Levy codescubridor del cometa que colisionó con Júpiter en 1994.